# Vieux Château de Saint-Michel-sur-Loire
Le vieux château de Saint-Michel-sur-Loire est un château situé à Saint-Michel-sur-Loire (Indre-et-Loire) et inscrit aux monuments historiques le 18 avril 1973.